# Edifici Galiana
L'Edifici Galiana és un edifici localitzat en la confluència dels carrers Juan Bautista Lafora i Sant Telmo de la ciutat d'Alacant, País Valencià.
Va ser construït entre 1934 i 1935 sobre un altre immoble ja existent segons el projecte de Miguel López González. Va ser elevat pel mateix arquitecte dues noves plantes dues dècades més tard, en 1954, i va ser reformat l'any 1990.